# Kent Larsson
Kent Erik Larsson (Östersund, 10 giugno 1963) è un ex pesista svedese.

## Palmarès
| Anno | Manifestazione  | Sede       | Evento         | Risultato | Misura  | Note                          |
| ---- | --------------- | ---------- | -------------- | --------- | ------- | ----------------------------- |
| 1991 | Mondiali        | Tokyo      | Getto del peso | 6º        | 19,92 m |                               |
| 1992 | Europei indoor  | Genova     | Getto del peso | 10º       | 18,42 m | Miglior prestazione personale |
| 1992 | Giochi olimpici | Barcellona | Getto del peso | 18º       | 18,56 m |                               |
| 1992 | Mondiali indoor | Toronto    | Getto del peso | 14º       | 18,05 m |                               |
| 1992 | Mondiali        | Stoccarda  | Getto del peso | 10º       | 19,12 m |                               |
| 1995 | Mondiali        | Göteborg   | Getto del peso | 19º       | 18,73 m |                               |
| 1996 | Giochi olimpici | Atlanta    | Getto del peso | 17º       | 19,05 m |                               |